# لين (مغنية)
لي سي جين المعروفة فنيا باسم لين (9 نوفمبر 1981 بسيؤول) تخرجت من جامعة سيول هي مغنية وكاتبة أغاني جنوب كورية شهيرة متخصصة في موسيقى البوب الكوري وآر أند بي المعاصر. بدأت في عام 2001 مع أول ألبوم بعنوان «أول اعتراف» ("My First Confession") قبل أن تنضم في عام 2003 إلى شركة إنتاج غود إنترتينمنت. فازت لين بعدة جوائز أسيوية وأصدرت عشرة ألبومات كاملة حتى الآن.

## مشوارها الفني
بدأت «لين» عملها باسمها الحقيقي «لي سي جين» وأصدرت في عام 2001 أولى ألبوماتها بعنوان «أول اعتراف» ("My First Confession") لكنه لم يلقى النجاح المطلوب، فقررت أخذ استراحة لإتقان صوتها. عادت في عام 2002 بآسمها الفني «لين» وأصدرت ألبوم «هل سبق أن كان لك قلب مكسور؟» ("Have You Ever Have A Broken Heart?")، والذي حقق نجاحا باهرا مكنها من الحصول على لقب أفضل مغنية آر أند بي معاصر منفردة في صنف الإناث للسنة. وبعد عامين أصدرت ألبومها "Can U See The Bright" والذي حقق نجاحا ساحقا أكثر من سابقه بأغنيتها المنفردة الشهيرة "사랑했잖아" Used To Love جعلها تصبح المغنية الأكثر شعبية في كورية.
في 7 مارس 2007 أصدرت «لين» ألبومها الثالث "The Pride of the Morning"، والذي بيعت منه أكثر من 15.358 نسخة في شهر إصداره فقط، ليحتل المرتبة الثانية في رابطة صناعة الموسيقى في كوريا، ويحقق نجاحا ساحقا مكن «لين» من استعادة لقبها مرة أخرى ك«أفضل مغنية آر أند بي معاصر منفردة في صنف الإناث للسنة».
في عام 2012، غنت لين الموسيقى التصويرية "Back in Time" للمسلسل الكوري القمر الذي يحتضن الشمس. والتي فازت من خلالها بجائزة أفضل موسيقى تصويرية في حفل جوائز الدراما الكورية في دورته الخامسة. وكررت التجربة في عام 2014 بغناء أغنية «قدري» "My Destiny" كموسيقى تصويرية للمسلسل الكوري حبيبي من نجم آخر، والذي حازت بها على جائزة «أفضل موسيقى تصويرية أصلية» في حفل جوائز بايكسانغ للفنون في دورته 50 وتعد «لين» أول فنانة تفوز في هذه الفئة. لتتوالى مشاركاتها في الموسيقى التصويرية حيث غنت في عام 2015 أغنية "Just One Day" للمسلسل الكوري القناع، تم أغنية "Such Person" للمسلسل الكوري أوه يا زهرتي رفقة المغني الكوري شين يونغ جاي. في عام 2016 غنت أغنية "With You" للدراما الكورية أحفاد الشمس، وأغنية "Love Story" كموسيقى تصويرية رئيسية لدراما أسطورة البحر الأزرق.
تعاونت لين مع المغني ذي وان في البرنامج الصيني "I Am a Singer 3" حيث عرضت الحلقة في 27 مارس 2015.
في 27 أكتوبر، أعلنت شركة «ميوزك آند نيو» من خلال موقعها الرسمي على فيسبوك أن عقدها مع المغنية لين قد آنتهى. وأنها سوف تستمر في الترويج لها تحت اسم شركتها المنفردة الجديدة للموسيقى كومباني919.

## حياتها الشخصية
تزوجت لين من مغني فرقة إم سي ذي ماكس وحبيبها منذ زمن طويل المغني الكوري «لي سو» في فندق كونراد بالعاصمة سيول في 19 سبتمبر 2014.

## جوائز وترشيحات
| السنة | الجائزة                                         | الفئة                                             | الأغنية           | النتيجة |
| ----- | ----------------------------------------------- | ------------------------------------------------- | ----------------- | ------- |
| 2004  | جائزة إمنيت للموسيقى الآسيوية في دورتها السادسة | فئة أفضل أداء بالاد آر أند بي معاصر               | "Used to Love"    | رُشِّح     |
| 2012  | جائزة إمنيت للموسيقى الآسيوية في دورتها 14      | أفضل موسيقى تصويرية لمسلسل القمر الذي يحتضن الشمس | "Back in Time"    | رُشِّح     |
| 2012  | جوائز الدراما الكورية في دورتها الخامسة         | أفضل موسيقى تصويرية لمسلسل القمر الذي يحتضن الشمس | "Back in Time"    | فوز     |
| 2013  | جائزة إمنيت للموسيقى الآسيوية                   | أفضل أداء صوتي                                    | "Breakable Heart" | رُشِّح     |
| 2014  | جوائز بايكسانغ للفنون في دورتها 50              | أفضل موسيقى تصويرية لمسلسل حبيبي من نجم آخر       | "My Destiny"      | فوز     |
| 2014  | جوائز سيول الدولية للدراما في دورتها 9          | أفضل موسيقى تصويرية لمسلسل حبيبي من نجم آخر       | "My Destiny"      | فوز     |
| 2014  | مل وان ميوزيك أوورد في دورتها6                  | أفضل أغنية تصويرية لمسلسل حبيبي من نجم آخر        | "My Destiny"      | فوز     |
| 2014  | جائزة إمنيت للموسيقى الآسيوية في دورتها 16      | أفضل أغنية تصويرية لمسلسل حبيبي من نجم آخر        | "My Destiny"      | فوز     |
| 2014  | جائزة محرك ياهو الآسيوية Yahoo Asia Buzz Award  | أكثر أغنية بحثا خلال السنة في موقع ياهو           | "My Destiny"      | فوز     |
| 2014  | جوائز سول للموسيقى                              | أفضل أغنية تصويرية لمسلسل حبيبي من نجم آخر        | "My Destiny"      | فوز     |

## وصلات خارجية
- لين على موقع ميوزك برينز (الإنجليزية)
- لين على موقع ميوزك برينز (الإنجليزية)